# Breča
Breča (iz italijanskega breccia – gramoz ali grušč) je grobozrnata klastična kamnina, zgrajena iz robatih drobcev mineralov ali kamnin, večjih od 2 mm, zlepljenih z mineralnim cementom ali finozrnato vezno kamnino, ki ima lahko enako ali drugačno sestavo kot drobci.
Najdemo jih ob strugah rek in bregovih alpskih jezer. 
Podobna kamnina je konglomerat, ki je zgrajen iz zaobljenih delcev, večjih od 2 mm, vgrajenih v bolj finozrnato matriko iz peska ali mulja in cementiranih najpogosteje s kalcijevim karbonatom, železovim oksidom, kremenom ali okamenelo glino. Kamnine in minerali v konglomeratu  so po sestavi in velikosti lahko zelo različni, kar skupaj z zaobljeno obliko kaže na večjo oddaljenost od mesta nastanka in transport z vodo ali delovanje valov.

## Sestava
Breča je sestavljena iz nezaobljenega drobirja ene ali več vrst kamnin in vezne snovi. Velikost in porazdelitev velikosti delcev in razmerje med deležem drobcev in vezne kamnine je različno. 
V brečah so poleg drobcev kamnin lahko tudi deli okostij vretenčarjev in lupin mehkužcev. Nekatere breče so sestavljene skoraj izključno  iz takšnih fragmentov.

## Delitev
Po načinu nastanka oziroma geološkem procesu, ki je povzročil drobljenje osnovne kamnine, se breče delijo na:
- pobočne, ki so nastale s sesipanjem drobirja po bolj ali manj strmem pobočju,
- obalne, ki so nastale v priobalnih področjih morja ali jezera zaradi rušilnega delovanja valov,
- tektonske, ki so nastale z drobljenjem kamnin na stiku tektonskih plošč,
- ognjeniške, ki so nastale s povezovanjem grobozrnatega robatega vulkanoklastičnega materiala,
- kontaktne, ki so nastale z drobljenjem robnih delov predornin ali okoliških kamnin, ki jih je kasneje zalila magma.

Po sestavi kamnin se delijo na apnenčaste, dolomitske, marmorne, serpentinitske, heterogene in druge breče. V breči prevladujejo drobci iste kamnine, ker drobir ni potoval daleč od svojega izvora in se ni mogel pomešati z drugimi kamninami.
Vezni cement je lahko zelo različen. Lahko je prišel od zunaj ali pa je nastal z raztapljanjem osnovne kamnine. Cement ima običajno enako sestavo kot kamnina.
Breče v večini primerov niso slojevite kamnine. Skladi so po navadi masivni, ker so najpogosteje nastali na kopnem in ne v vodi. 

## Uporaba
Največ breče porabi v gradbeništvu, predvsem za dekorativne obloge. 